# USS Cobia (SS-245)
L’USS Cobia est un sous-marin américain de la classe Gato de la Seconde Guerre mondiale nommé d'après le poisson cobia. Construit par le chantier naval Electric Boat de Groton dans le Connecticut, il est lancé en novembre 1943 et mis en service en mars 1944. Il combat alors dans le Pacifique sous le commandement d'Albert L. Becker (en) pendant tout le restant de la guerre. Le Cobia effectue six patrouilles dont quatre sont considérées comme des succès, le sous-marin obtenant alors quatre battle stars. Il est crédité d'avoir coulé pour 16 835 tonneaux de cargaison japonaise. 
Après guerre, le Cobia devient un navire-école.
Il est aujourd'hui un navire musée, amarré au quai du Wisconsin Maritime Museum (en), à Manitowoc, sur la côte occidentale du lac Michigan, dans l'État américain du Wisconsin. Il est inscrit au National Historic Landmark.